# Psecups
Lo Psecups (in russo Псекупс?; in lingua adighè: Псэкъупс) è un fiume della Russia europea meridionale, affluente di sinistra del Kuban'. Scorre nel Tuapsinskij rajon e nel territorio urbano della città di Gorjačij Ključ (Territorio di Krasnodar) e nel Teučežskij rajon dell'Adighezia.
Il fiume ha origine sul versante settentrionale del Gran Caucaso, sulle pendici nord-orientali del monte Lysaja (altezza 974 m). Scorre prevalentemente in direzione settentrionale. La valle del Psekups, nella parte montuosa del suo bacino, è piuttosto stretta e ricoperta da fitte foreste. La corrente del fiume è veloce. Prima di raggiungere la città di Gorjačij Ključ, in molti punti la valle del fiume si allarga, poi espande la sua valle e scorre dolcemente, oltre basse colline ricoperte di boschi di querce e piantagioni di tabacco. Nel suo tratto inferiore scorre in pianura tra sponde basse e parzialmente arginate.
Sfocia nel bacino di Krasnodar di fronte alla periferia orientale dell'omonima città, a 245 km dalla foce del Kuban'. La lunghezza del fiume è di 146 km. L'area del bacino idrografico è di 1 430 km².